# ادوری (رابر)
ادوری روستایی در دهستان جواران بخش هنزا شهرستان رابر استان کرمان ایران است.

## جمعیت
بر پایه سرشماری عمومی نفوس و مسکن در سال ۱۳۹۵ جمعیت این مکان ۴۳ نفر (۱۵خانوار) بوده‌است.